# Gisela Pauly
Gisela Pauly (alternativně Gisa Pauly; * 1947, Gronau) je německá scenáristka, novinářka a spisovatelka, věnující se psaní kriminálních příběhů.

## Život a dílo
Narodila se krátce po druhé světové válce ve spolkové zemi Severní Porýní-Vestfálsko; nežli se vydala v roce 1993 na dráhu spisovatelky pracovala po dobu 20 let jako učitelka.
Je známou spisovatelkou detektivek, jejichž děj se odehrává na německém ostrově Sylt. Do češtiny byla dle NK ČR přeložena k roku 2017 jediná její kniha, a to Porodní bába na Syltu (2015).